# Anthurium crassinervium
Anthurium crassinervium är en kallaväxtart som först beskrevs av Nikolaus Joseph von Jacquin, och fick sitt nu gällande namn av Heinrich Wilhelm Schott. Anthurium crassinervium ingår i släktet Anthurium och familjen kallaväxter.

## Underarter
Arten delas in i följande underarter:
- A. c. caatingae
- A. c. crassinervium